# Dasysternica bertha
Dasysternica bertha är en fjärilsart som beskrevs av Swinhoe 1902. Dasysternica bertha ingår i släktet Dasysternica, och familjen mätare. Inga underarter finns listade i Catalogue of Life.